# Sportzentrum der Stadt Vilnius

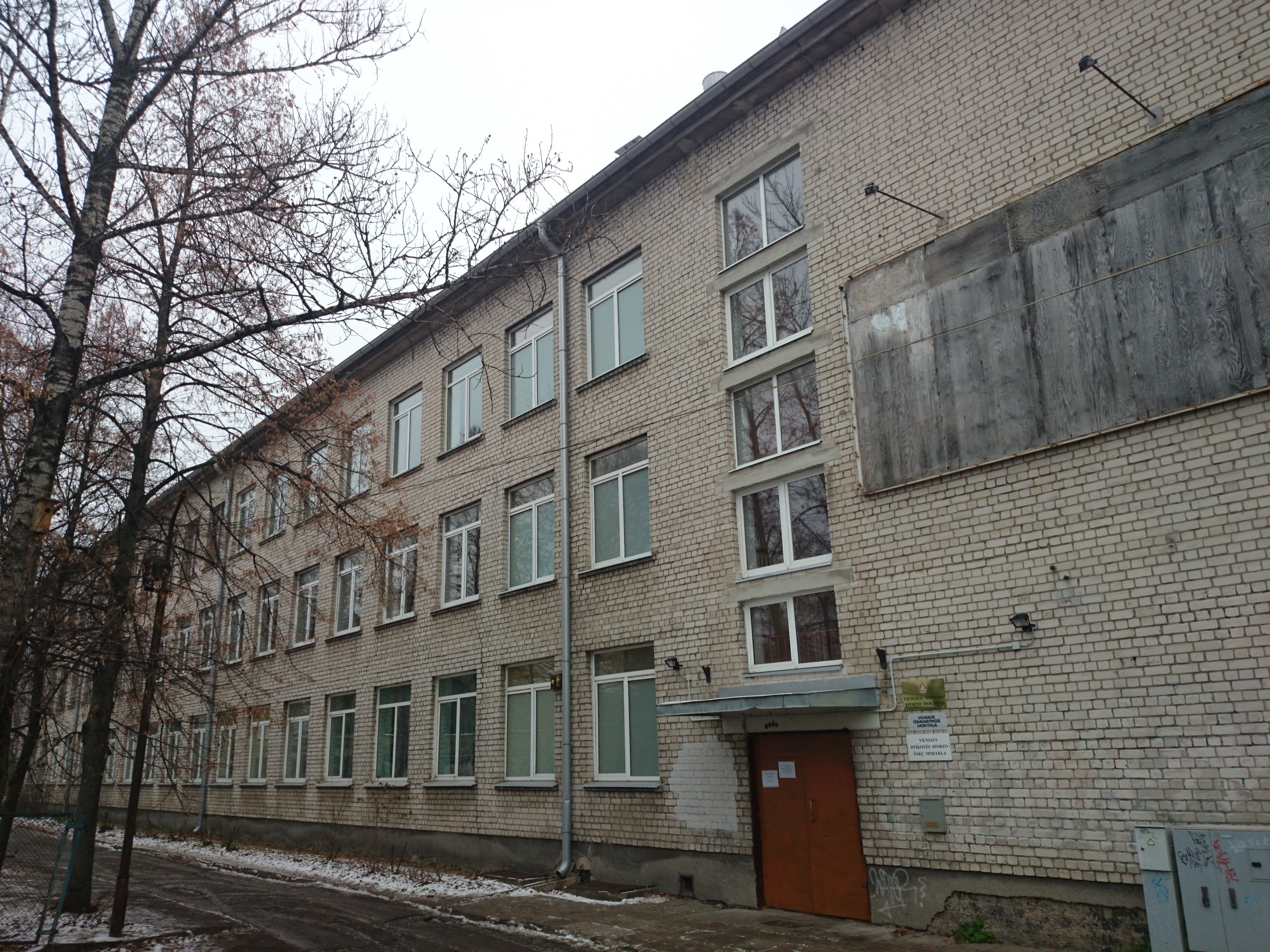
Gymnastik-Abteilung

Das Sportzentrum der Stadt Vilnius (lit. Vilniaus miesto sporto centras, VMSC) ist eine Sportschule der Stadtgemeinde Vilnius, Litauen. Sie entstand 2014, als das Olympische Sportzentrum Litauens und einige separate Schulen diverser Sportarten in Vilnius reorganisiert wurden. Die Schule wird von über 2600 Kindern besucht und hat fast 200 Mitarbeiter. Ab 1966 gab es eine Gymnastikschule Vilnius, dann auch die Schule für Wassersport, die Schule für Leichtathletik etc.

## Bekannte Schüler
- Laura Švilpaitė (* 1994), Turnerin, Olympiateilnehmer (2012)
- Robert Tvorogal (* 1994), Turner, Olympiateilnehmer (2016)
- Diana Zagainova (*  1997), Dreispringerin, Teilnehmerin der Sommer-Universiade 2017